# Melita (personifikacija)
Melita je personificirani naziv za Maltu ili Maltežane. Naziv potječe od imena starog rimskog grada (Μελίτη, Melita) koji je uništen i obnovljen nekoliko puta od strane Fatamida, Normana i Ivanovaca i na kraju preimenovan u Mdina ili Citta Notabile.
U 19. stoljeću ovaj naziv se počinje primjenjivati kao ženska narodna personifikacija Malte (Majka Domovina).